# 灰色の巨人
『灰色の巨人』（はいいろのきょじん）は月刊娯楽雑誌『少年クラブ』（講談社）に、1955年1月から12月にかけて連載された、江戸川乱歩作の少年向け推理小説シリーズの第12話目である。

## 物語
- 東京のデパートの宝石展で、真珠を並べ三重の塔にした「真珠の宝塔」が出品された。真珠職人に化けた怪人が、奸計で展示品を詐し盗り、ビニールのアドバルーンで大空へと逃げてゆく。
- そして今度は、「灰色の巨人」と名乗る怪人が、宝石で飾られ七色に輝く「にじの宝冠」を盗み出す。

## 二十面相の狙ったもの
- 志摩の真珠王がデパート展示会に出品した三重[2]の「真珠塔」[3]（「志摩の女王（真珠の宝塔）」）[4]
- ダイヤ、ルビー、サファイアなどを鏤めた、ヨーロッパ王室の女王様がかぶる「にじの宝冠」（「長靴の女王様」[5]）

## 登場人物
- 真珠王 - 志摩の養殖家にして真珠商で、「真珠王」の異名をとる。東京のデパートの要請に応じ、真珠を並べた三重の塔を展示する。
- 松村職長 - 真珠王の部下で、真珠加工工場の責任者。デパートの展示場に「真珠王の代理」として現れる。
- 小林芳雄 - 明智の助手で「小林少年」や「小林君」と呼ばれる。
- 怪人二十面相 - 神出鬼没の怪盗で、変装が得意なため「二十面相」と呼ばれ、自らも称している。
- 明智小五郎 - 名探偵。二十面相の好敵手。

## 新兵器
- 巨大な「ビニールのアドバルーン」

## その他
- 「灰色の巨人」のほか「一寸法師」と呼ばれる怪人も登場。「黄金仮面」が狙った財宝がまた狙われるなど、過去の一般（大人向け）乱歩作品のタイトルが、文中さりげなく語られる。

## 書誌情報
- 講談社：江戸川乱歩推理文庫 第36巻『灰色の巨人／魔法博士』 1988年
- 講談社：江戸川乱歩（愛蔵版）『灰色の巨人』 1988年
- 光文社：江戸川乱歩全集12　『灰色の巨人』 1957年[6]
- ポプラ社：少年探偵１９『灰色の巨人』 1970年
- ポプラ社：文庫　第11巻『灰色の巨人』　1995年
- ポプラ社：新装版　少年探偵１１『灰色の巨人』　1998年
- ポプラ社：文庫（新装版）　第12巻『灰色の巨人』[7]　2005年
- ポプラ社：ポプラ文庫クラシック　『灰色の巨人』（江戸川乱歩・少年探偵シリーズ　文庫12） 2009年